# Tariel Kapanadze
Tariel Kapanadze (gruz. თარიელ ყაფანაძე; ur. 1 grudnia 1962 w Tbilisi) – gruziński piłkarz, grający na pozycji pomocnika.

## Kariera piłkarska

### Kariera klubowa
Razem ze swoim bratem bliźniakiem Awtandilem rozpoczął treningi w jednej ze Szkól Piłkarskich w Tbilisi. Rozpoczął karierę piłkarską w rodzimym klubie Lokomotiwi Tbilisi, skąd przeszedł do Dinamo Tbilisi, ale po dwóch latach powrócił do Lokomotiwi. W 1987 bronił barw klubów Guria Lanczchuti i Torpedo Kutaisi, a w następnym roku przeszedł do Metalurgi Rustawi, który potem zmienił nazwę na Gorda Rustawi. W 1993 w wieku 31 lat razem z bratem został zaproszony do ukraińskiego klubu Temp Szepietówka, którym kierował jego rodak Dżumber Nesznianidze. Grał na prawym, a jego brat na lewym kraju pomocy. W sezonie 1993/94 klub zajął wysokie 9. miejsce w Wyższej lidze Ukrainy, ale w następnym sezonie końcowe 17. miejsce nie uratowało przed spadkiem. W rundzie jesiennej sezonu 1995/96 piłkarz występował jeszcze w Tempie, a zimą przeszedł do tarnopolskiej Nywy. Ogółem w mistrzostwach Ukrainy rozegrał 219 spotkań i strzelił 40 bramek (w tym 199 meczów i 36 bramek w Wyższej lidze). Na początku 2001 przeniósł się do Rosji, gdzie bronił barw klubu Pierwszej Dywizji Lokomotiw-NN Niżny Nowogród. Po zakończeniu sezonu 2001 klub spadł do Drugiej Dywizji i piłkarz do 2004 rozegrał w nim 24 spotkań. W wieku 42 lat zakończył karierę piłkarską.

## Sukcesy i odznaczenia

### Sukcesy klubowe
- brązowy medalista Mistrzostw Gruzji: 1990, 1992

### Sukcesy indywidualne
- 8. miejsce w klasyfikacji strzelców Mistrzostw Ukrainy: 1995